# Wakefield Trinity
Wakefield Trinity es un equipo profesional de rugby league de Inglaterra con sede en la ciudad de Wakefield.
Participa anualmente en la Super League, la principal competición de la disciplina en el país.
El equipo hace como local en el Mobile Rocket Stadium, con una capacidad de 9.333 espectadores.

## Historia
El equipo fue fundado en 1873, siendo uno de los clubes fundadores de la Rugby Football League, la asociación inglesa de rugby league.
El equipo participó en la primera edición del campeonato inglés de rugby league, finalizando en la 19° posición.
Durante su larga historia, el club ha logrado 2 campeonatos nacionales y 5 copas nacionales, además de varios campeonatos de segunda división.

## Palmarés
- Super League (2): 1966-67, 1967-68
- Challenge Cup[2] (5): 1909, 1946, 1960, 1962, 1963
- RFL Championship (1): 2024
- RFL Championship Second Division (2): 1903-04, 1998
- RFL 1895 Cup (1): 2024